# 팔란 전투
팔란 전투(프랑스어: Battle of Palan, 1883년 9월 1일)는 프랑스가 통킹 원정(1883-1886)을 하며 베트남을 침공하는 사이 증원군으로 파병된 통킹 원정 군단과 유영복의 흑기군 사이에 벌어진 전투이다. 프랑스와 청나라 사이의 긴장이 고조되는 시기에 전투가 일어났으며 결국, 프랑스와 청나라 사이의 청불 전쟁(1888년 8월 – 1885년 4월)으로 이어진다.

## 배경
팔란 전투는 푸호아이 전투 2주 이후에 일어났으며, 통킹의 프랑스군 선임 지휘관 알렉상드르 외젠 부에 장군(1833 ~ 1887)은 유영복의 흑기군을 물리치지 못했다. 8월 중순 대홍수로 인해 흑기군은 다이강 앞에서 자신의 진지를 버리고 강 뒤편으로 퇴각해야 했다. 새 진지의 핵심은 퐁 마을이었고, 다이강을 건너 선떠이와 홍강과 다이강이 교차하는 팔란(바장으로 알려져 있음)으로 통하는 주요 도로를 통제할 수 있는 곳이었다.
통킹의 프랑스 민간 총영사 쥘 아르망의 압력으로, 부에는 8월말 프랑스군의 궁극적인 목표인 선떠이로 통하는 도로를 확보하기 위해 흑기군 새 진지를 공략했다. 부에는 이 공격에 프랑스군인 1,800명을 투입했다. 프랑스군은 대대장 베르제(Berger)와 루(Roux)가 이끄는 2개 대대의 해병대 보병로 구성되어 있었다. 각각은 코친차이나 소총병, 해병 포병대(대위 루셀, Roussel)와 황기군 보급대의 지원을 받았다. 이들 병력은 모렐 볼리유 함장의 지휘하의 통킹 선단에서 온 플루비에르(Pluvier), 레오파르(Léopard), 팡파르(Fanfare), 에클레르(Éclair), 아쉬(Hache) 및 무스키통(Mousqueton) 등의 포함에서 포격 지원을 받았다.

## 전투

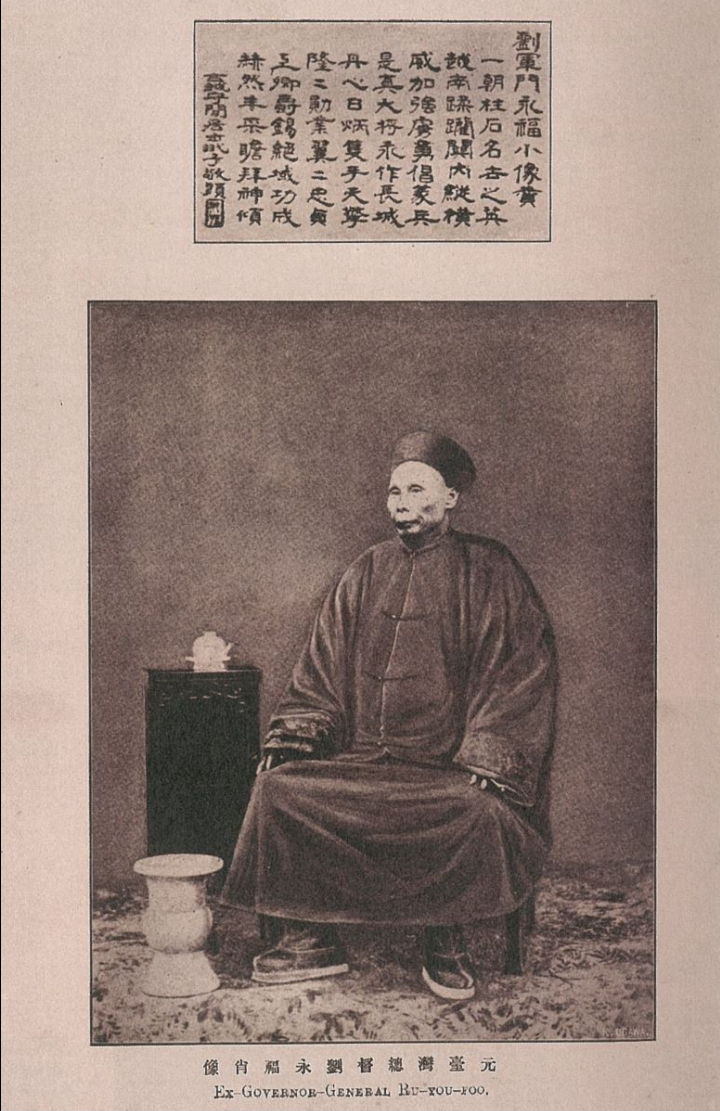
유영복 (1837–1917)

8월 31일, 팔란 마을은 후방의 포함에서 쏜 포격을 당했고, 전방에서도 베르제 대대의 기습을 당했다. 이 마을은 별 어려움없이 접수되었고, 방어를 하던 흑기군은 무질서하게 강둑을 따라 달아났다.
9월 1일 새벽, 부대는 다이강 둑을 따라 주요 목표(선떠이로 가는 길의 요지인 퐁 Phong)를 향해 뻗어있는 2m 넓이의 제방을 따라 전진했다. 그것의 정면과 왼쪽은 통킹과 코친차이나 소총병 부대로 가려졌다. 한편, 포함은 홍강을 올라갔다. 플루비에(Pluvier)와 팡파르(Fanfare)는 팔란을 지키는 보병 대대를 지원하기 위해 홍강과 다이강의 합류점에 남아있었고, 무스크통(Mousqueton), 에클레르(Éclair), 아쉬(Hache)는 공격 부대를 지원하기 위해 다이강으로 이동했다.

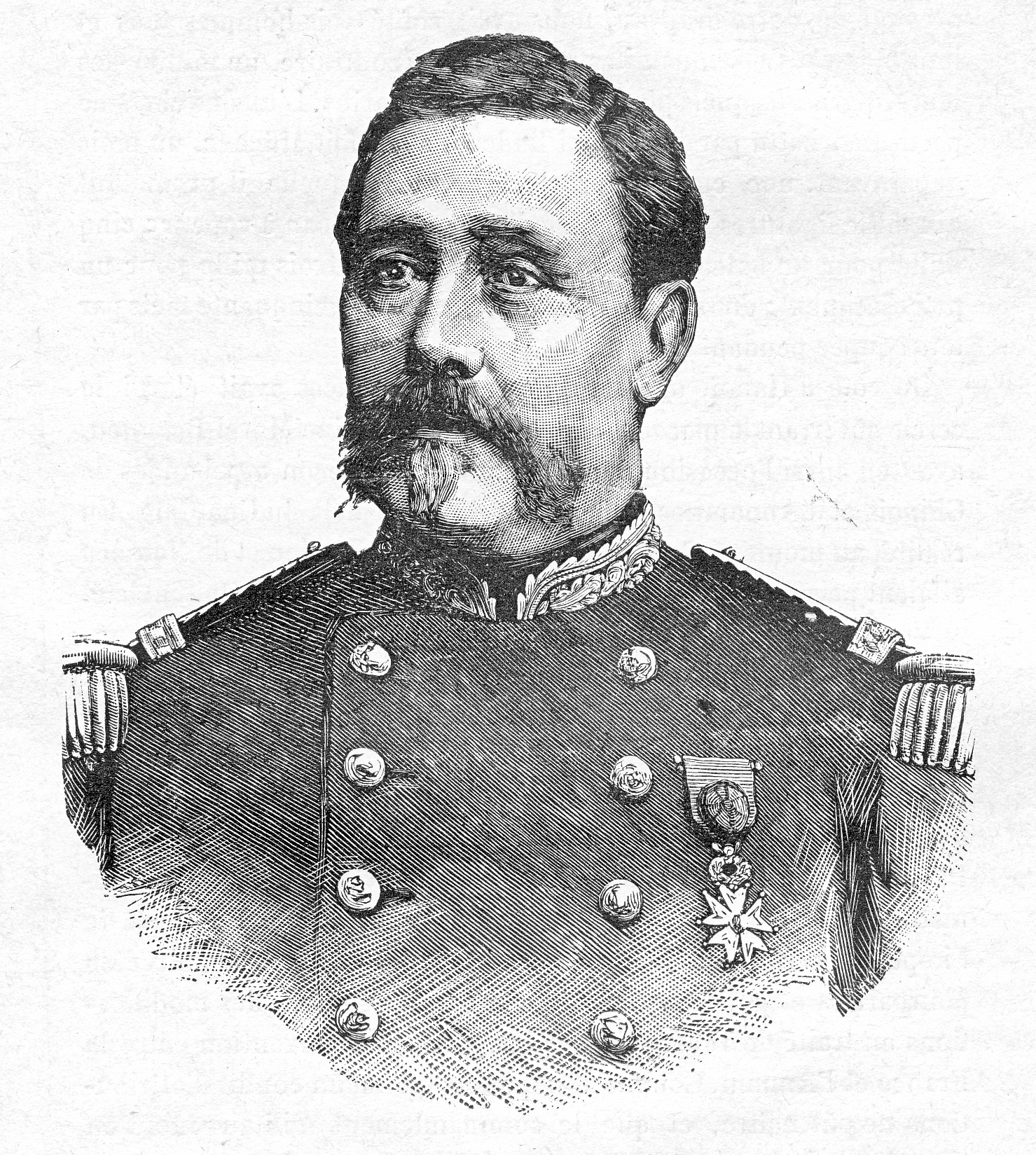
알렉산드르 외젠 부에 장군(1833–87)

팔란에서 3km 떨어진 곳에서, 프랑스군은 3,000명의 안남군의 지원을 받는 1,200명 가량의 흑기군과 교전을 벌였다. 현대식 윈체스터 소총으로 무장한 흑기군은 엄청난 용맹을 발휘했고, 걸어서 땅을 굴렸다. 반면, 베트남군은 철수했다. 함성을 지르며, 깃발을 흔들고 징과 북을 치며 시끄럽게 굴었지만, 실제 전투에는 소극적이었다. 마침내 프랑스군은 제방 아래에 있는 탑에 도착했다. 흑기군은 프랑스군이 도착하기 전에 탑에서 철수했고, 그들의 요새의 중앙에서 물러났으며, 그 지점은 400m 더 떨어진 제방의 땅 뒤였다. 흑기군은 이 둑에 대나무 울타리를 꽂았고, 은색으로 수놓은 7개의 크고 눈에 띄는 검은 깃발들이 울타리를 따라 일정한 간격으로 나란히 날리고 있었다. 흑기군은 몇 문의 대포를 이 선의 왼쪽과 중앙을 따라 배치했다. 그래서 그 포탄이 방어선으로 이어지는 제방 길을 쓸어 버릴 수 있게 했다.
그 진지에서는 흑기군이 거의 보이지 않았고, 프랑스군이 볼 수 있는 것은 큰 대나무로 짠 모자 밖에 없었다. 그들은 엄호를 받으며 사격을 가했고 잘 훈련되어 있고, 굳건했다. 오히려 프랑스 측에서 사상자가 발생하기 시작했다.
부에는 적의 포화를 물리치려고 애썼다. 무스키통(Mousqueton), 에클레르(Éclair), 아쉬(Hache)는 제방 뒤 다이강에서 포진하여 흑기군 전열에서 보호되지 않은 뒤쪽으로 포격을 가했다. 루셀(Roussel)의 포대도 탑 뒤쪽의 있는 제방을 따라 배치되었고, 둑을 포격하려고 시도했지만 별 효과가 없었다. 전날 저녁부터 강하게 내린 비로 대부분의 프랑스군 폭탄은 흠뻑 젖어 있었고, 폭발하지도 않고, 제방의 흙에 파묻혀 버렸다.

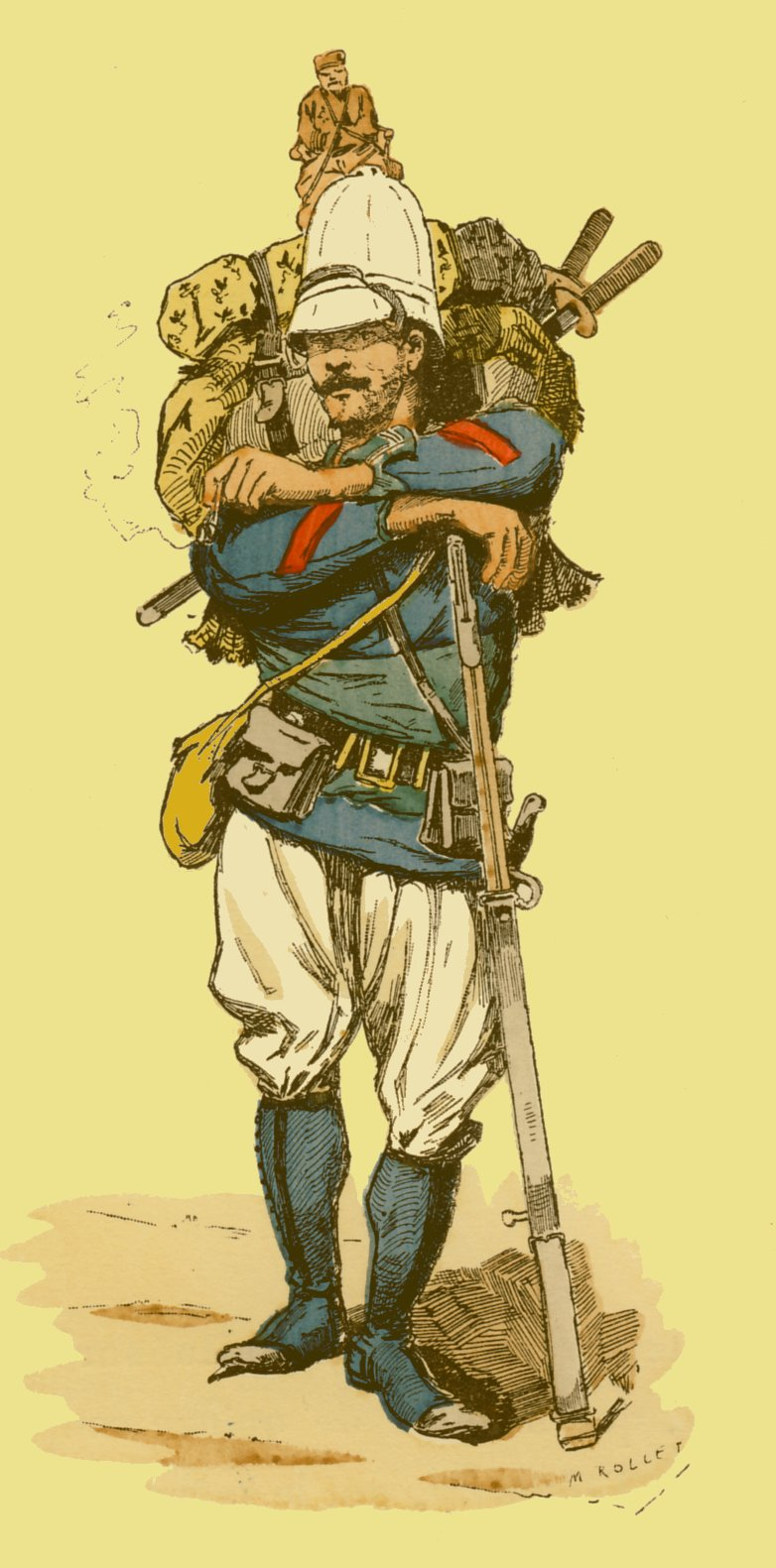
통킹의 프랑스 해병대 보병, 1883

결국 부에는 베르제에게 적의 중앙을 공격하라고 명령했고, 공격을 강화하기 위해 루의 대대에서 타코넨의 중대를 내보냈다. 베르제는 코친차이나 소총병의 지원을 받아 게렝 드 퐁트이유(Guérin de Fontjoyeux')와 따코엔(Taccoën)의 해병대 보병 중대를 지휘하여 공격을 이끌었고, 반면 그의 대대 다른 두 중대는 탑에서 엄호 사격을 했다. 펼쳐진 침수된 논 사이로 공격이 펼쳐졌다. 세 공격 중대는 가슴 위까지 물이 차는 탑과 제방 사이의 틈을 침수를 방지하기 위해 소총을 머리 위로 들고 전진했다. 흑기군은 곧 코친차이나 소총병의 검은 자켓과 해병대 보병의 짖푸른 블라우스를 구별해 냈고, 프랑스군에게 집중 사격을 퍼부었다.

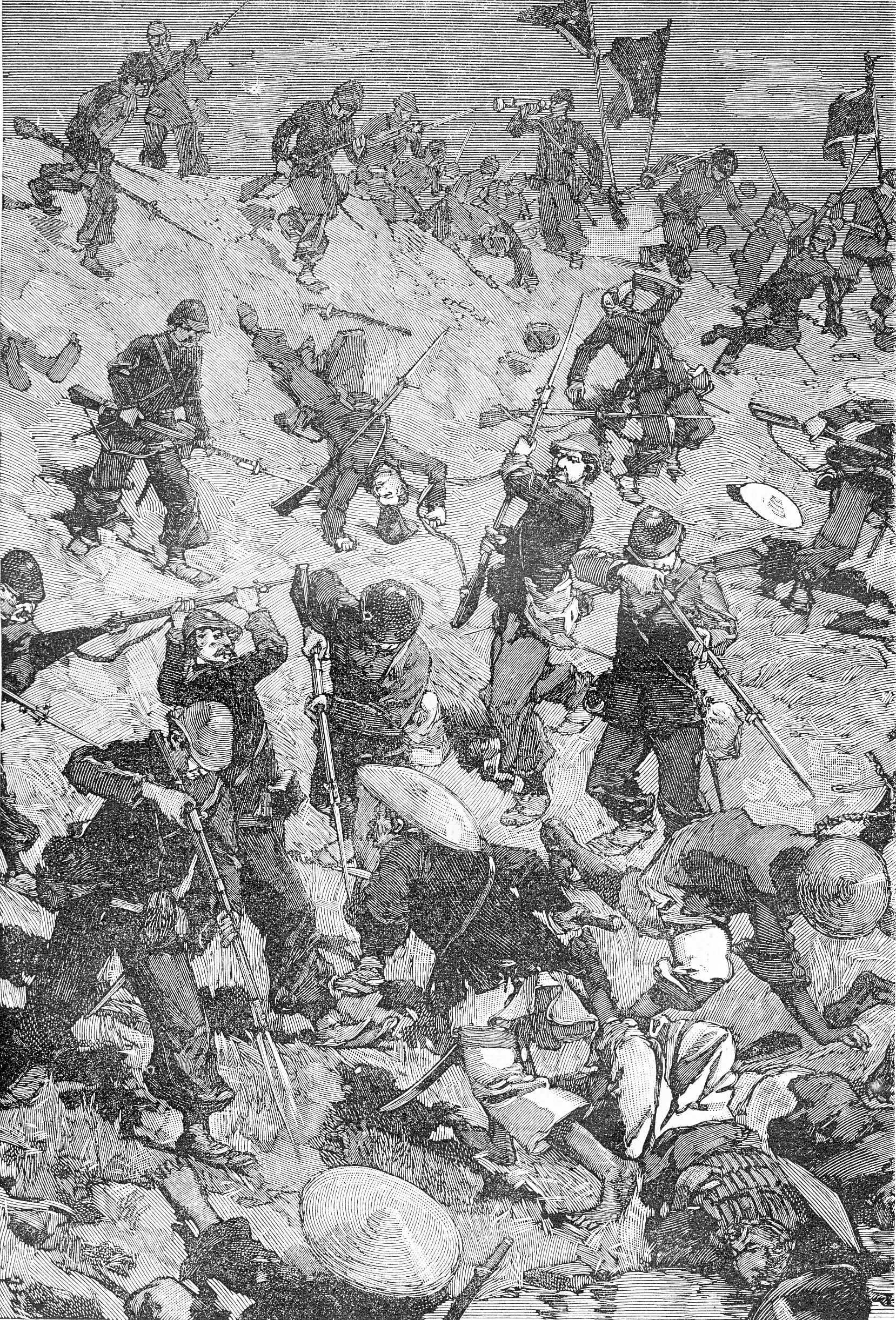
팔란에서 제방을 강습하는 타코엔 해병대 보병 중대

공격파가 제방에서 20m쯤 이르렀을 때, 나팔 소리이 울렸고 두 해병대 보병 중대는 제방을 강습했다. 그 공격을 주도하던 타코엔의 중대는 5명이 사망하고, 10명이 부상당했다. 게렝 드 퐁트이유의 병사들이 가장 많은 피해를 입었고, 공격 중에 중위 2명이 사망했다. 그러나 공격은 너무나 빨라서 등을 대고 누워 자던 약 50명의 흑기군이 땅에 발에 딪을 시간도 허용하지 않았다. 그들은 총검으로 찔려 땅에 쓰러졌다. 살아남은 청나라군들은 논을 가로질러 도망쳤다. 프랑스군은 도망치는 많은 청나라군을 총으로 쏘아 죽였다.
베르제가 퐁 주변의 흑기군 전열의 중앙군을 강습하는 동안, 루는 좌익에서 대나무 방책 한가운데에 있는 밀짚 오두막집을 불태우며 베트남군을 공격해서 무찔렀다. 이번 공격은 자신의 코친차이나 소총병과 황기군이 주도했으며, 드루앙의 해병대 보병 중사가 결의를 강화하기 위해 그들 뒤에 배치되었다. 수비병은 사나운 황기군에 맞서기보다는 길을 내줬고, 공격자들은 유영복의 우익 붕괴로 중앙으로 휩쓸며 들어올 수 있었고, 중앙에서 7개의 흑기군 깃발을 점수했다. 평소와 같이 흑기군은 대부분의 시체를 가져갔지만, 수백 개의 소총과 함께 60구의 시체가 버려졌다. 분노한 프랑스군이 말리기도 전에 광기에 사로잡힌 황기군들은 시체들을 목을 베고, 긴 대나무 장대에 머리를 박아, 제방 언덕에 그것들을 꽂아두었다.
팔란 전투에서 프랑스군 사상자는 16명의 사망자와 43명의 부상자를 기록했으며, 대부분 제방을 강타한 2개의 해병대 보병 중대에서 발생했다. 흑기군은 60구의 시체를 전장에 버려두었고, 총 사상자는 수백 명에 달할 것으로 예상되었다.

## 결과 및 영향

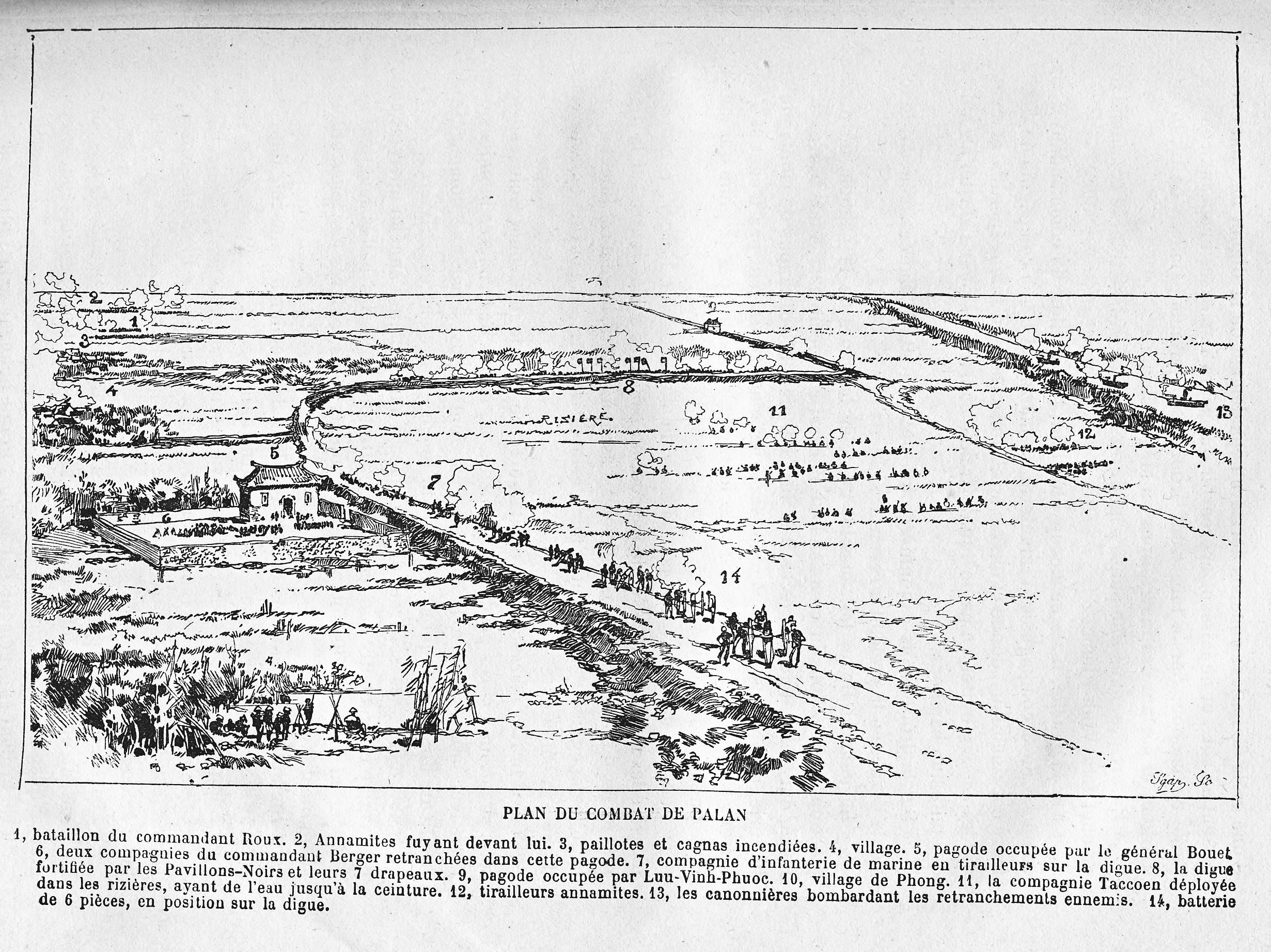
팔란 전투도

전투 직후 황기군은 평화로운 베트남 마을을 약탈했고, 부에는 그들을 부랴부랴 해산시켜야 했다. 방출된 많은 황기군들이 즉각 선떠이로 가 유영복의 흑기군에 합류했다. 3개월 후 그들은 이전에 급여준 대상자와 싸우게 되었다.
전투만 따진다면 프랑스군의 전술적 승리였지만, 전략적 이득은 거의 거두지 못했다. 유영복의 흑기군은 훗날을 기약하며 탈출했다. 유영복은 다이강에서 몇 킬로미터 떨어진 곳에서 또 다른 방어지늘 구축하여 프랑스군에 경멸보여 주었다.
프랑스군은 전투 이전보다 더 선떠이에서 멀어져 있었다. 부에는 전멸의 승리를 거두지 못했다고 비난을 받았으며, 전투 직후 사임했다. 그의 장교들 중 많은 이들은 그가 힘든 상황에서 흑기군을 두번씩이나 꺾은 것과, 1883년 5월 꺼우저이 전투에서 프랑스의 패배를 설욕했다는 것을 인정하면서 그가 떠난 것을 후회했다. 비록 프랑스군이 현재 팔란에 초소를 설치해서 포함이 썬떠이까지 홍강을 순찰할 수 있게 해 주었지만, 이 제한적인 전진은 부에를 비판하는 사람들을 거의 만족시키지 못했다. 더 중요한 것은, 그 전투로 프랑스와 청나라의 태도가 경직되었고, 전쟁을 앞당겼다는 것이다. 프랑스의 쥘 페리는 통킹 원정군을 실질적으로 증원하였고, 반면 청나라는 통킹의 흑기군에 대한 은밀한 지원을 강화했다.

## 참고자료
- Barbou, A., Les héros de la France et les pavillons-noirs au Tonkin (Paris, 1884)
- Bastard, G., Défense de Bazeilles, suivi de dix ans après au Tonkin (Paris, 1884)
- Duboc, E., Trente cinq mois de campagne en Chine, au Tonkin (Paris, 1899)
- Huard, L., La guerre du Tonkin (Paris, 1887)
- Lonlay, D. de, Au Tonkin, 1883–1886: récits anecdotiques (Paris, 1886)
- Nicolas, V., Livre d'or de l'infanterie de la marine (Paris, 1891)
- Sarrat, L., Journal d'un marsouin au Tonkin, 1883–1886 (Paris, 1887)
- Thomazi, A., Histoire militaire de l'Indochine française (Hanoi, 1931)
- Thomazi, A., La conquête de l'Indochine (Paris, 1934)